# سیارک ۱۶۶

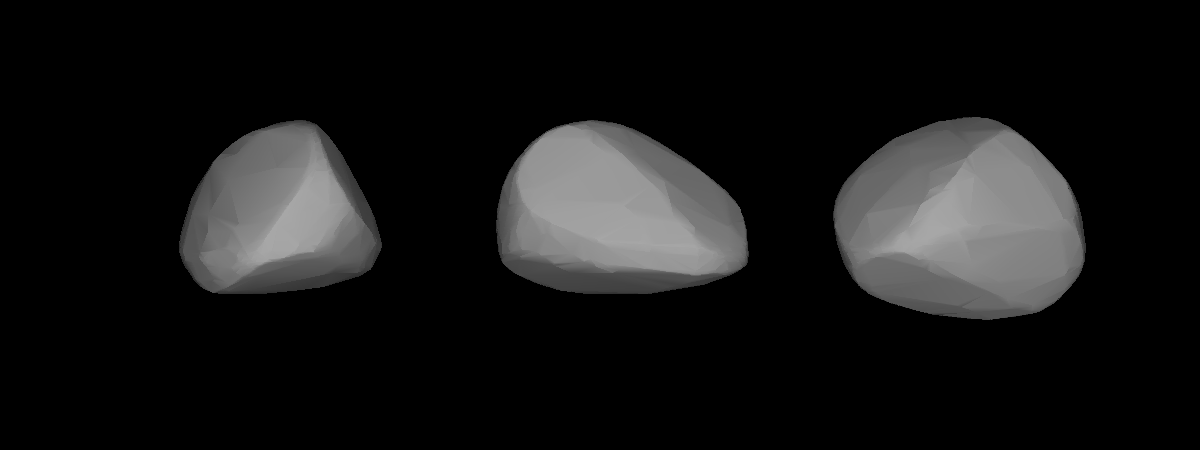
مدل سه‌بُعدی سیارک ۱۶۶ بر طبق منحنی نور آن

سیارک ۱۶۶ (به انگلیسی: 166 Rhodope) صد و شصت و ششمین سیارک کشف شده‌است که در ۱۵ اوت ۱۸۷۶ کشف شد.
قدر مطلق سیارک برابر ۹٫۸۹ است.